# Dainty (Schiff, 1932)
HMS Dainty (H53) [ˈdɛɪnti] war ein Zerstörer der D-Klasse der britischen Royal Navy. Im Zweiten Weltkrieg wurde der Zerstörer mit den Battle Honours „Atlantic 1940“, „Mediterranean 1940–41“, „Calabria 1940“, „Libya 1940–41“ und „Malta Convoys 1941“ ausgezeichnet.
Am 24. Februar 1941 erhielt die Dainty vor Tobruk einen Bombentreffer, der das Schiff in Brand setzte und die Explosion des hinteren Magazins verursachte. Der schwerbeschädigte Zerstörer sank, 16 Mann der Besatzung starben.

## Geschichte des Schiffs
Die Dainty war das erste Schiff der beiden am 2. Februar 1931 bei der Fairfield Shipbuilding & Engineering Co. in Govan bestellten Zerstörer der D-Klasse. Es waren die ersten Aufträge für Zerstörer für die Bauwerft im Nachkriegsbauprogramm. Fairfield gehörte zu den ältesten Zerstörer-Bauwerften mit dem 1895 fertiggestellten „27-knotter“ Handy. Bis zum Ende des Ersten Weltkriegs hatte die Werft fast 50 Zerstörer verschiedener Typen für die Royal Navy gebaut.
Der Neubau mit der Bau-Nr. 645 lief am 3. Mai 1932 als vierter Zerstörer der Klasse vom Stapel und wurde am 3. Januar 1933 als sechstes Schiff der Klasse in Dienst gestellt.
Der neue Zerstörer war das zweite Schiff der Royal Navy mit dem Namen Dainty seit 1594.

### Einsatzgeschichte
HMS Dainty ersetzte mit ihren Schwesterschiffen in der 1. Zerstörerflottille bei der Mittelmeerflotte bisher dort eingesetzte Zerstörer der V- und W-Klasse. Im Oktober und November 1933 machte die umgerüstete Flottille eine Reise in den Persischen Golf und das Rote Meer. Im Herbst 1934 wurden die neun Einheiten der Flottille auf Marinewerften in Großbritannien für den zukünftigen Einsatz im Fernen Osten überholt. Dainty war dazu vom 3. September bis zum 23. Oktober 1934 im Portsmouth Dockyard. Sie erreichte mit den ersten Schwesterschiffen am 3. Januar 1935 Hongkong, die in der dortigen 8th Destroyer Flotilla (ab 1939 21st Destroyer Flotilla) erneut Zerstörer der V- und W-Klasse ersetzten. Die Abessinienkrise zwischen dem Vereinigten Königreich und Italien führte im Herbst 1935 zu einer weitgehenden Rückverlegung der Flottille ins Rote Meer und zu einer erneuten Unterstellung unter die Mediterranean Fleet. Dainty verblieb vom 30. September 1935 bis zum Juni 1936 im Roten Meer. Ab Oktober 1936 stand der Zerstörer wieder für den Dienst auf der China Station zur Verfügung. Der Zerstörer bekämpfte Piraten, unterstützte Handelsschiffe bei Problemen und besuchte Häfen im Stationsbereich, so im ersten Quartal 1938 Sarawak, Singapur und die Philippinen. Ende August 1939 hatte eine Division der Flottille wegen des drohenden Krieges mit vier Zerstörern bereits den Stationsbereich verlassen, während die Dainty im normalen Stationseinsatz vor Amoy lag.

### Erste Kriegseinsätze
Die HMS Dainty verließ am 10. September zusammen mit dem Flottillenführer Duncan Hongkong, um auch ins Mittelmeer zu verlegen. Ab dem 14. September schloss sich die Daring aus Singapur den Zerstörern an, die über Colombo und Aden bis zum 1. Oktober Alexandria erreichten. Bei der Mittelmeerflotte wurde die Dainty zur Kontrolle neutraler Schiffe nach Konterbande eingesetzt und im Dezember 1939 in Malta überholt.

Im Januar 1940 verlegte der Zerstörer nach Freetown, um nach deutschen Hilfskreuzern im Südatlantik zu suchen und Geleitzüge zu sichern. Auch die Schwesterschiffe Decoy, Defender und Diamond waren dort zeitweise gleichzeitig im Einsatz, während die anderen Schiffe der Klasse zur Home Fleet verlegt worden waren. Im April 1940 kehrte die Dainty wieder zur Mediterranean Fleet zurück und war dort nach einer erneuten Werftliegezeit in Malta am 3. Juni 1940 einsatzbereit. Sie bildete mit den Schwesterschiffen Decoy, Defender und Diamond die 20. Division in der 10. Zerstörerflottille. Die erste (19.) Division dieser Flottille bildeten die älteren australischen Zerstörer Stuart, Vampire, Vendetta, Voyager und Waterhen.

### Einsatz bei der Mittelmeerflotte
Am 10. Juni 1940 trat Italien an der Seite des Deutschen Reichs in den Zweiten Weltkrieg ein.
Als am 12. Juni ein italienisches U-Boot den Kreuzer Calypso südlich von Kreta torpedierte, konnte die Dainty über 400 Mann von dem sinkenden Kreuzer übernehmen und nach Alexandria bringen.
In der Nacht zum 21. Juni war der Zerstörer an der letzten gemeinsamen britisch-französischen Operation im Mittelmeer beteiligt, als das französische Schlachtschiff Lorraine sowie die britischen Kreuzer Orion, Neptune und die australische Sydney Bardia beschossen, aber nur geringe Schäden verursachten. Neben Dainty sicherten Stuart, Decoy und Hasty den Beschießungsverband.
Im Zuge einer groß angelegten U-Jagd-Operation im östlichen Mittelmeer, an der fast alle einsatzbereiten Zerstörer der britischen Mittelmeerflotte beteiligt waren, gelang es der Dainty zusammen mit Defender und Ilex am 27. Juni 1940, das italienische U-Boot Console Generale Liuzzi zu versenken. Gemeinsam mit dem letztgenannten Zerstörer konnten zwei Tage später südwestlich von Kreta, wiederum unterstützt durch die Funkaufklärung, die U-Boote Uebi Scebeli und Argonauta versenkt werden. Auf der Uebi Scebeli konnten wichtige Schlüsselunterlagen, wie ein neues Code-Buch mit den Tabellen für Juli 1940, erbeutet werden.
Im Juli nahm Dainty an der Seeschlacht bei Punta Stilo im Sicherungsschirm der Mittelmeerflotte teil. Das Schiff wurde dann in der zweiten Hälfte des Jahres 1940 im östlichen Mittelmeer und in der Ägäis eingesetzt. Im September 1940 geleitete es Transporter mit Verstärkungen für die britische Wüstenarmee durch das Rote Meer nach Ägypten. Zu den Hauptaufgaben des Zerstörers gehörte die Eskorte von Handelsschiffen sowohl in griechische Häfen als auch nach Malta.
Anfang 1941 diente der Zerstörer noch als Eskorte für einen der Malta-Geleitzüge (Operation Excess), der erstmals auch von auf Sizilien stationierten Maschinen der deutschen Luftwaffe angegriffen wurde. Diesen gelang es, den Flugzeugträger Illustrious sehr schwer zu beschädigen.

### Das Ende derDainty
Wie andere Zerstörer wurde die Dainty auch verwendet, um Versorgungsgüter näher an die Front zu bringen. Der Tiefwasserhafen des im Januar 1941 eroberten Tobruk verkürzte den verbleibenden Landweg von den ägyptischen Basen der Armee zur Frontlinie auf die Hälfte, war aber nur von kleineren Einheiten nutzbar, da von den Briten versenkte italienische Schiffe noch Teile des Hafens blockierten. Nach anfänglichem Einzeleinsatz von Zerstörern waren die Briten im Februar zu einem paarweisen Einsatz übergegangen. Am 24. Februar 1941 verließen Dainty und Hasty Tobruk zum Rückmarsch. Kurz nach dem Verlassen des Hafens wurden sie durch deutsche Ju-88-Bomber der II. Gruppe des Lehrgeschwaders 1 angegriffen. Einer der Maschinen gelang ein Bombentreffer auf der Dainty, der die Brücke durchschlug, in einem der Treibstofftanks explodierte und einen Brand auslöste. Es explodierte schließlich das hintere Magazin des Zerstörers. Durch die Wucht der Explosion gingen ausgebrachte Boote (auch der Hasty) verloren. Die Hasty ging danach dennoch längsseits der sinkenden Dainty und übernahm etwa 140 Mann der Besatzung. Auf der Dainty starben 16 Mann, weitere 18 wurden zum Teil schwer verwundet. Der Zerstörer sank schließlich auf 32° 4′ N, 24° 4′ O.
Die Hasty traf mit den 140 Überlebenden der Dainty am 25. Februar 1941 in Alexandria ein.

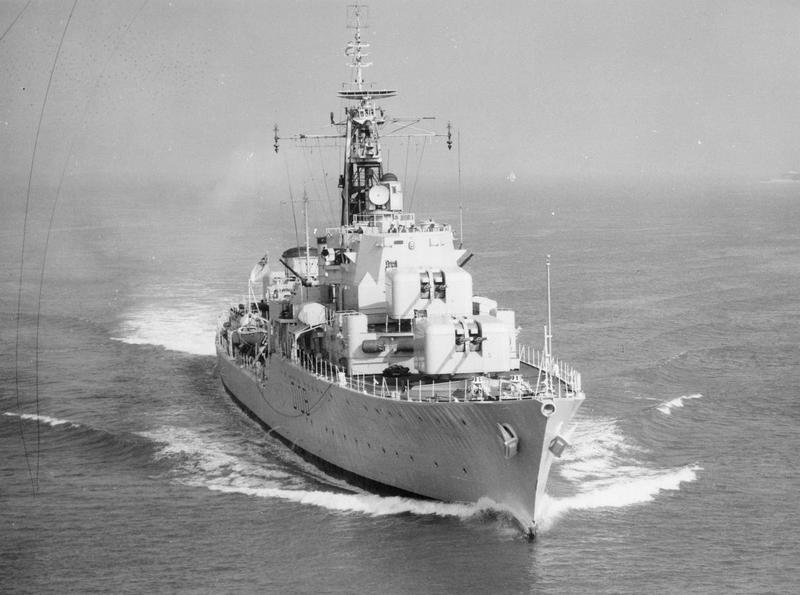
HMS Dainty (D108) 1964

### Erneute Namensverwendung
1945 bestellte die Royal Navy bei J. Samuel White einen Zerstörer der am 26. Februar 1953 als HMS Dainty (D108) in Dienst kam. Der zur Daring-Klasse gehörende Zerstörer wurde Anfang 1971 zum Abbruch verkauft.